# Exército dos Emirados Árabes Unidos
O Exército dos Emirados Árabes Unidos é responsável pelas operações terrestres, constituindo uma das três forças das Forças Armadas dos Emirados Árabes Unidos.

## História
A primeiras forças nativas modernas no território foram tropas criadas pelos britânicos nos Estados Truciais, os Trucial Oman Levies (Recrutados Truciais de Omã) criados em 1951, e elevados a Trucial Oman Scouts (Batedores Truciais de Omã) em 1956. Estas forças paramilitares tinham funções de segurança interna, com a proteção territorial a cargos de regulares britânicos. Essa força nativa foi suplementada por exércitos dos diferentes emirados, começando com a Abu Dhabi Defence Force (Força de Defesa de Abu Dhabi) em 1965. Essas forças de diferentes emirados se uniram em forças federais em 1971 e, no ano seguinte, sete xarifes se uniram formando os Emirados Árabes Unidos. As Forças Armadas dos EAU se consolidaram em seu formato atual em 1976.

## Desdobramentos
O Exército dos Emirados Árabes Unidos foi usado duas vezes no Emirado de Sharjah.

### Primeira Guerra do Golfo

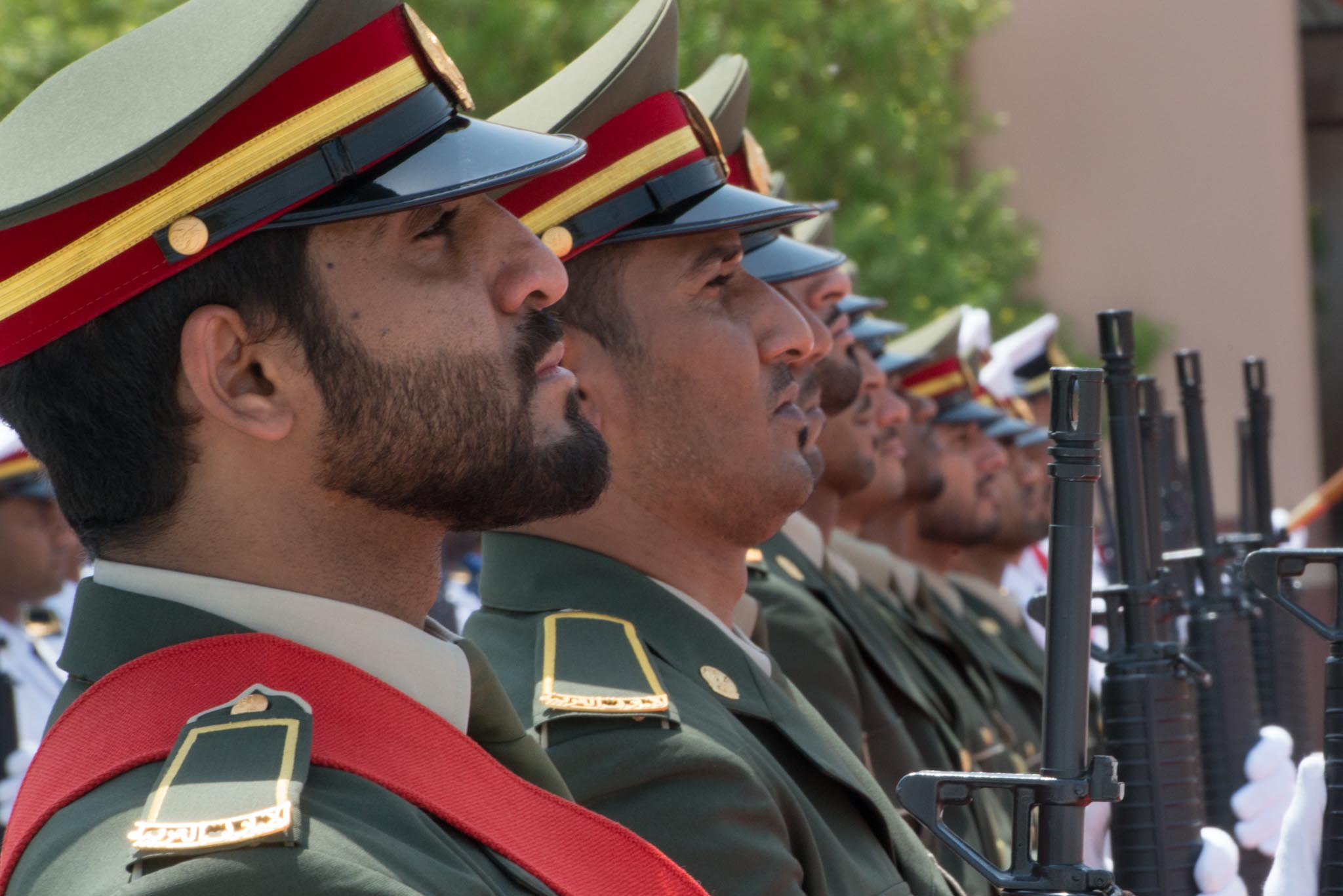
Guarda de Honra emirática no quartel-general militar em Abu Dhabi, nos Emirados Árabes Unidos, em 28 de maio de 2014.

Durante a Guerra do Golfo, tropas dos Emirados Árabes Unidos foram destacadas como parte do Escudo Peninsular do Conselho de Cooperação do Golfo, que avançou para as cidades do Kuwait . A Força Aérea dos Emirados Árabes Unidos também realizou ataques contra as forças iraquianas. Um total de seis mortes em combate foram relatadas como resultado dos combates.

### Manutenção da Paz na Somália
De janeiro de 1993 a abril de 1994, as Forças Armadas dos Emirados Árabes Unidos participaram de operações humanitárias na Somália sob a Força-Tarefa Unida (UNITAF) e a Operação da ONU na Somália II (UNOSOM II). As forças terrestres dos Emirados Árabes Unidos forneceram um grupo de 640 homens em quatro rotações durante este período.

### Guerra do Afeganistão
Os EAU e as suas Forças Terrestres participaram na missão da Força Internacional de Assistência à Segurança (International Security Assistance Force, ISAF) liderada pela OTAN (2001-2014) e comprometeram-se a contribuir para a missão subsequente da ISAF; a Operação Apoio Resoluto.

### Guerra do Iêmen
O exército foi desdobrado durante a guerra no Iêmen (Operação Restaurar a Esperança), durante a qual engajou, entre outras coisas, mais de 70 tanques Leclerc. O exército emiratico, juntamente com outros soldados do GCC, interveio em apoio aos combatentes leais ao regime deposto de Abd Rabbuh Mansur Hadi contra os militantes Houthi. As tropas emiráticas ajudaram os combatentes anti-Houthi na retomada de Áden e da Base Aérea de Al-Anad. Em 4 de setembro de 2015, o exército perdeu 52 soldados devido a um ataque de míssil balístico tático. Por conta disso, os Emirados Árabes Unidos enviaram uma brigada blindada inteira para o Iêmen. Até novembro de 2017, as forças emiráticas tiveram 120 mortos.
Em 3 de maio de 2018, os Emirados Árabes Unidos enviaram mais de 100 tropas, artilharia e veículos blindados para o arquipélago iemenita de Socotra, no Mar da Arábia, sem coordenação prévia com o governo do Iêmen. Após o desembarque, as forças emiráticas expulsaram soldados iemenitas estacionados em algumas instalações, incluindo o Aeroporto de Socotra e a bandeira dos Emirados Árabes Unidos foi hasteada acima de alguns prédios do governo em Hadibu.

## Estrutura

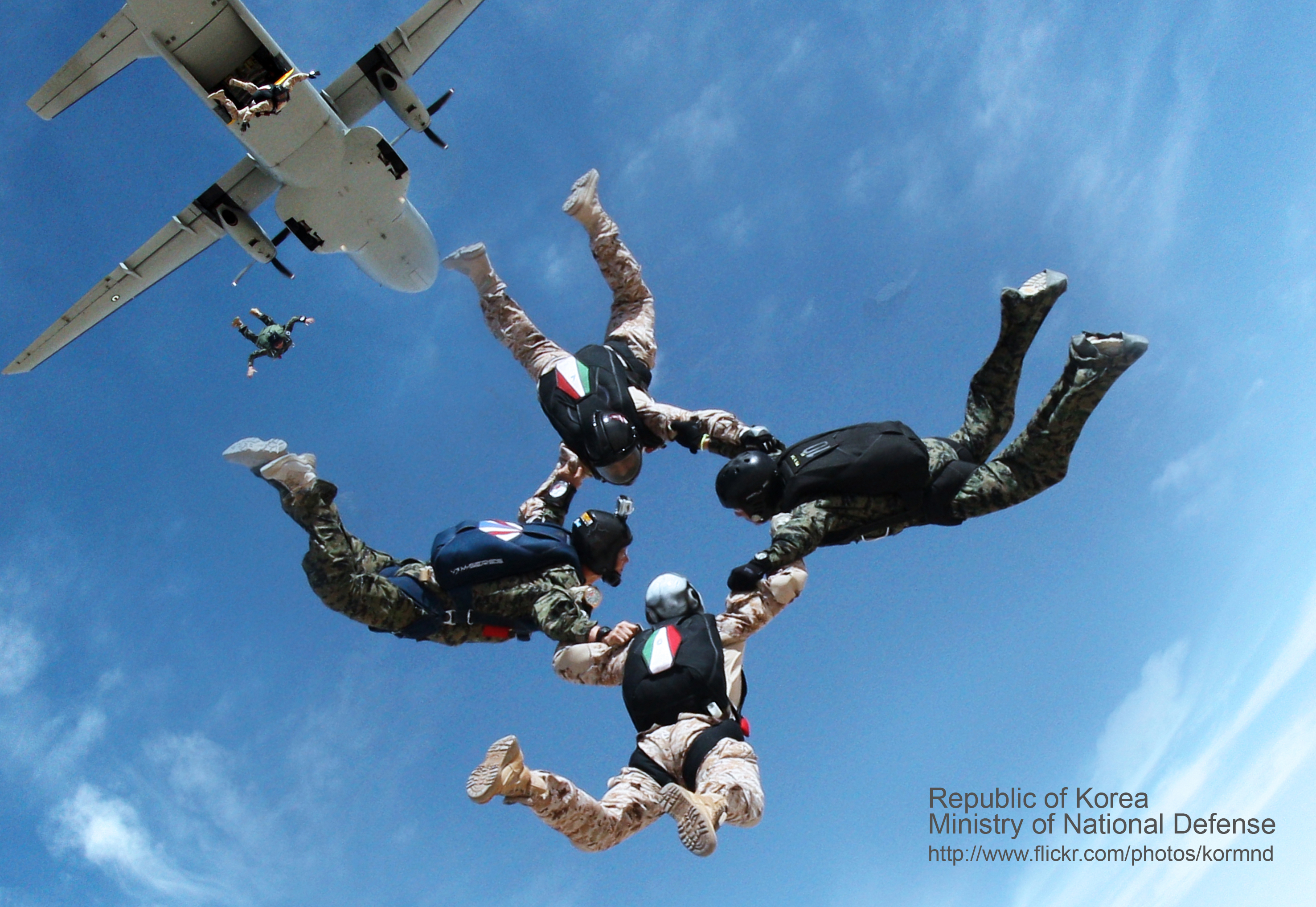
Salto livre de paraquedistas sul-coreanos e emiráticos na Coréia do Sul, 2012.

O Exército emirático possui 9 brigadas:
- Brigada da Guarda Real
- 2 Brigadas Blindadas
- 3 Brigadas de Infantaria Mecanizada
- 2 Brigada de Infantaria
- Brigada de Artilharia (3 regimentos)

Duas brigadas de infantaria mecanizada adicionais estão estacionadas em Dubai, mas não estão incluídas na estrutura da força da União.

## Equipamento

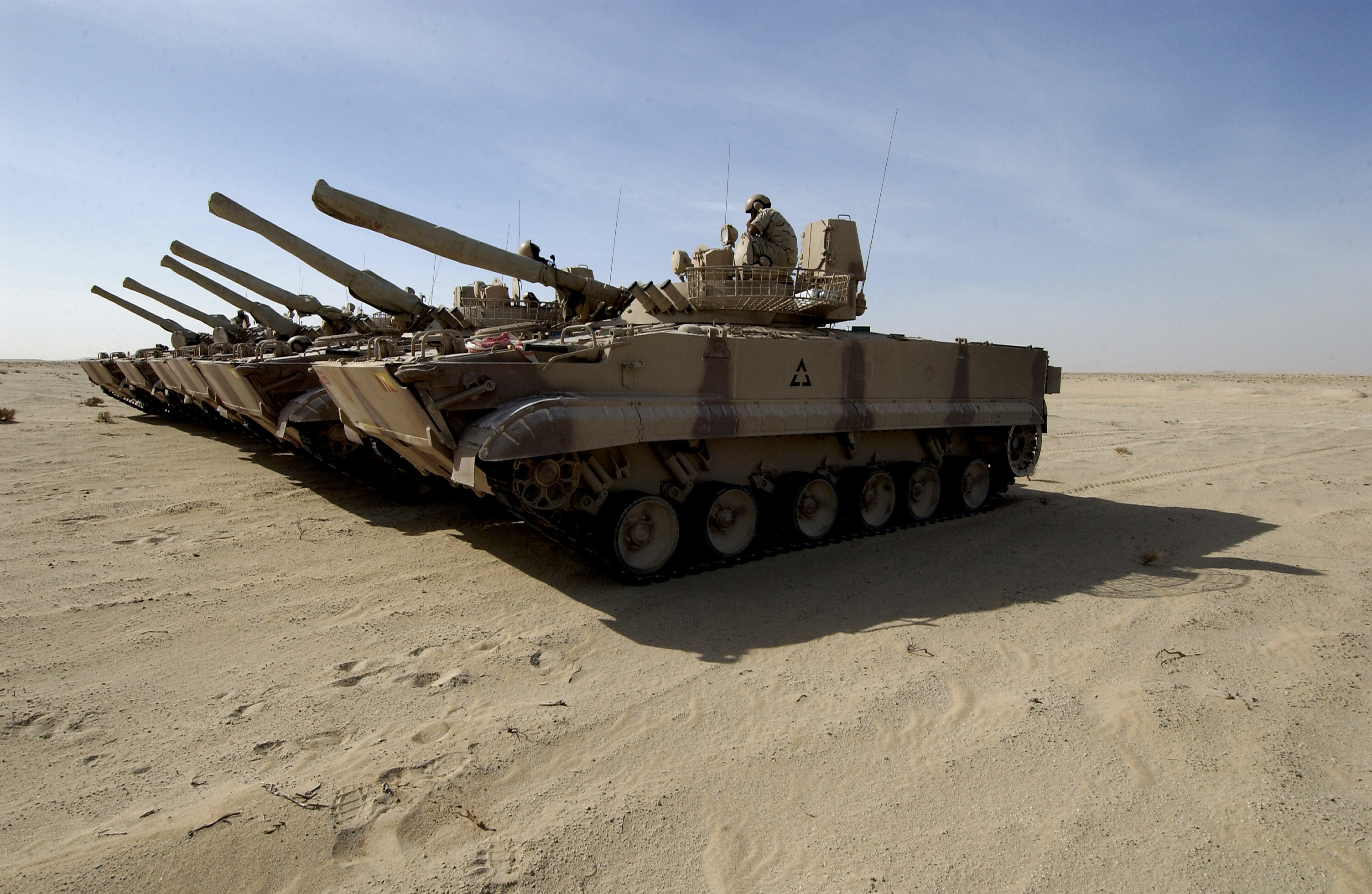
BMP-3 emiráticos em 2003.

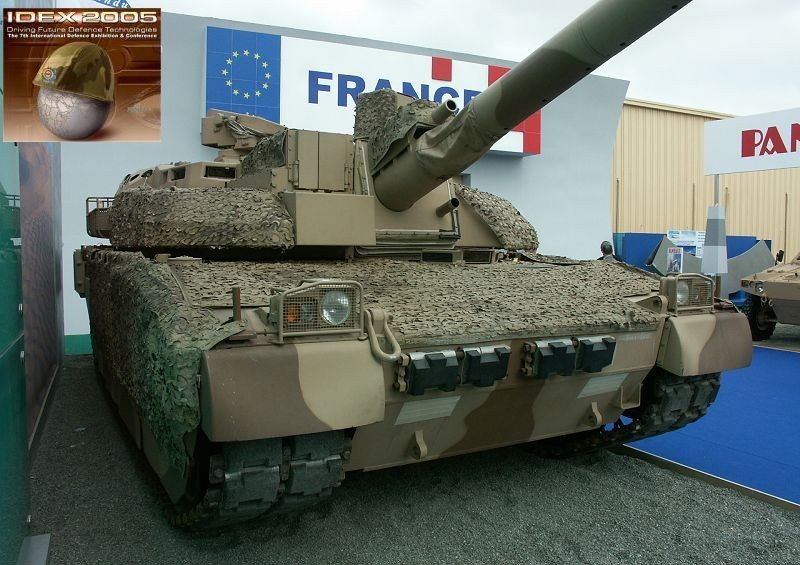
O tanque Leclerc emirático exibido em 2005.

Armas individuais
| Nome       | Tipo              | Quantidade | Origem                 | Observação                                                      |
| ---------- | ----------------- | ---------- | ---------------------- | --------------------------------------------------------------- |
| Caracal    | Pistola           |            | Emirados Árabes Unidos |                                                                 |
| CSR308     | Fuzil de precisão |            | Emirados Árabes Unidos | O alcance efetivo do CS 308 está entre 600 e Peso = quilograma  |
| CSR338     | Fuzil de precisão |            | Emirados Árabes Unidos | O alcance efetivo do CS 338 está entre 1000 e Peso = quilograma |
| CSA338     | Fuzil de precisão |            | Emirados Árabes Unidos | Apresentado na IDEX 2021                                        |
| CSR50      | Fuzil de precisão |            | Emirados Árabes Unidos |                                                                 |
| CSR817 DMR | Fuzil de precisão |            | Emirados Árabes Unidos |                                                                 |
| CAR 816    | Fuzil de assalto  |            | Emirados Árabes Unidos | Calibre 5,56x45mm                                               |
| RAC217AR   | Fuzil de assalto  |            | Emirados Árabes Unidos | Calibre 7,62x51mm                                               |
| T91        | Fuzil de assalto  | 30.000     | Taiwan                 | Forças especiais                                                |

Tanques
| Nome         | Tipo                         | Quantidade | Origem | Observação                         |
| ------------ | ---------------------------- | ---------- | ------ | ---------------------------------- |
| Char Leclerc | Tanque de batalha principal  | 388        | França | 70 a 80 doados à Jordânia em 2020. |
| AMX-30S      | tanque de batalha principal  | 45         | França |                                    |
| OF-40 Mk.2   | tanques de batalha principal | 36         | Itália |                                    |

Veículos de combate de infantaria
| Nome            | Tipo                             | Quantidade | Origem      | Observação                 |
| --------------- | -------------------------------- | ---------- | ----------- | -------------------------- |
| FV101 Escorpião | Veículo de combate de infantaria | 76         | Reino Unido |                            |
| AMX-10P         | Veículo de combate de infantaria | 18         | França      |                            |
| AMX-VCI         | Veículo de combate de infantaria | 11         | França      |                            |
| ACV-300         | Veículo de combate de infantaria | 133        | Turquia     |                            |
| BMP-3           | Veículo de combate de infantaria | 598        | Rússia      | 135 convertido para BMP-3M |

Blindados
| Nome                  | Tipo                                                  | Quantidade | Origem                 | Observação |
| --------------------- | ----------------------------------------------------- | ---------- | ---------------------- | ---------- |
| EE-11 Urutu           | Transporte de tropas                                  | 120        | Brasil                 |            |
| Panhard M3            | Transporte de tropas                                  | 370        | França                 |            |
| Fuchs NBC Recce       | Transporte de tropas                                  |            | Alemanha               |            |
| RG 31 Mk5 MRAP        | Veículo protegido contra emboscada resistente a minas |            | Reino Unido            |            |
| Carro blindado Ferret | Reconhecimento                                        | 30         | Reino Unido            |            |
| Alvis Saracen         | Transporte de tropas                                  | 30         | Reino Unido            |            |
| Alvis Saracen         | Transporte de tropas                                  | 90         | Reino Unido            |            |
| BTR-3                 | Transporte de tropas                                  | 90         | Ucrânia                |            |
| Nimr                  | Veículo blindado tático                               | 1000       | Emirados Árabes Unidos |            |
| M1114                 | Veículo blindado tático                               |            | Estados Unidos         |            |
| M-ATV                 | Veículo blindado tático                               | 750        | Estados Unidos         |            |
| Navistar Maxx Pro     | Veículo protegido contra emboscada resistente a minas | 3375       | Estados Unidos         |            |
| BAE Caiman            | Veículo protegido contra emboscada resistente a minas | 1150       | Estados Unidos         |            |

Artilharia
| Nome                                             | Tipo                           | Quantidade | Origem                 | Observação |
| ------------------------------------------------ | ------------------------------ | ---------- | ---------------------- | ---------- |
| G6 SPG                                           | Canhão autopropulsado          | 72         | África do Sul          |            |
| M109 A3 SPG                                      | Canhão autopropulsado          | 87         | Estados Unidos         |            |
| AMX-13 Mk F3 SPG                                 | Canhão autopropulsado          | 12         | França                 |            |
| BM-21 Grau MLRS                                  | Lançador de foguetes múltiplos | 48         | Rússia                 |            |
| BM-30MLRS                                        | Lançador de foguetes múltiplos | 6          | Rússia                 |            |
| L118 Light Gun                                   | Obuseiro                       | 55         | Reino Unido            |            |
| Norinco Tipo 59-1 FG                             | Obuseiro                       |            | China                  |            |
| Jobaria Defense Systems Multiple Cradle Launcher | Lançador de foguetes múltiplos |            | /                      |            |
| Mini-Jobaria                                     | Lançador de foguetes múltiplos |            | Emirados Árabes Unidos |            |
| TR-122 Sakarya                                   | Lançador de foguetes múltiplos |            | Turquia                |            |
| Panhard AML                                      | Morteiro autopropulsado        | 50         | França                 |            |

Defesa terra-ar
| Nome                                        | Tipo                | Quantidade | Origem         | Observação            |
| ------------------------------------------- | ------------------- | ---------- | -------------- | --------------------- |
| Canhões Bofors 40mm                         | Artilharia terra-ar |            | Suécia         |                       |
| Rapier                                      | Míssil terra-ar     |            | Reino Unido    |                       |
| Panhard M3-VDA com canhão duplo de 20mm     | Artilharia terra-ar | 42         | França         |                       |
| Terminal de Defesa de Área de Alta Altitude | Míssil terra-ar     | 2          | Estados Unidos | 2 baterias 96 mísseis |